# Vanity (album)
Vanity è il terzo album del gruppo musicale statunitense metalcore degli Eighteen Visions, pubblicato nel 2002.

## Tracce
1. Vanity – 5:46
2. Fashion Show – 4:14
3. One Hell of a Prize Fighter – 5:15
4. I Don't Mind – 4:39
5. The Notes of My Reflection – 1:37
6. A Short Walk Down a Long Hallway – 4:17
7. The Critic – 4:20
8. Gorgeous – 2:52
9. You Broke Like Glass – 3:08
10. In the Closet – 3:17
11. Sonic Death Monkey – 5:21
12. There Is Always – 1:41
13. Love in Autumn – 13:34

## Formazione
- James Hart - voce
- Ken William Floyd - batteria
- Keith Barney - chitarra
- Mick Richard Morris - basso

## Curiosità
- Un'edizione limitata registrata su LP venne pubblicata nel 2002.
- Il retro della copertina del CD contiene ancora oggi un errore di stampa: la quinta traccia The Notes of My Reflection non è segnata. L'errore è stato ripetuto da molti siti web e da molte informazioni sul CD.
- L'intro della traccia tre (One Hell of a Prize Fighter) è tratta dal film River's Edge (1985).